# Bouba Landrille Tchouda
Bouba Landrille Tchouda (né le 15 mars 1975 à Douala au Cameroun) est un danseur et chorégraphe français de danse hip-hop et contemporaine. Directeur artistique de la compagnie Malka, il est actuellement artiste associé au Rive Gauche, à Saint-Étienne-du-Rouvray (Normandie), scène conventionnée d’intérêt national art et création danse et musiques.

## Biographie
Il commence à danser avec les copains au pieds des immeubles de son quartier, à la Villeneuve à Grenoble. Il progresse vite en imitant les figures découvertes à la télévision via l’émission Hip-hop au milieu des années 1980. Il participe, à ses débuts, à de multiples battles à Lyon et dans toute la région Rhône-Alpes. Il rencontre le chorégraphe et directeur du Centre chorégraphique national de Grenoble, Jean-Claude Gallotta. De cette rencontre naît un duo, SMH.
En 1995, il fonde sa première compagnie ACA avec un danseur hip-hop de Saint-Martin-d'Hères, Habib Adel. Leur première création, Old Up, présentée à Paris aux rencontres Danse Ville Danse, leur ouvre les portes du secteur professionnel français. Il devient interprète Mpanandro et co-chorégraphe Quilombo pour la compagnie de danse hip-hop Accrorap dirigée aujourd'hui par Kader Attou, directeur du Centre chorégraphique national de La Rochelle.
Toujours curieux, Bouba Landrille Tchouda étudie la capoeira à Salvador de Bahia. Cette expérience au Brésil teinte son esthétique déjà métissée de break danse et d’envolées lyriques. De retour en France, il s’entoure du dramaturge et écrivain Guy Boley, aguerri dans le domaine du cirque. La trame du spectacle dessine au fur et à mesure un récit poétique et engagé : sa danse se distingue par son style de hip-hop conté qui lui donne une reconnaissance nationale et au-delà. Parallèlement aux créations en salle, l’artiste participe à l’aventure de la plus grande parade d’Europe, le défilé de la Biennale de la danse de Lyon, pour lequel il invente depuis 1998 des chorégraphies de rue participatives avec des Maisons des jeunes et de la culture et des centre sociaux culturels en Rhône-Alpes et en Suisse. Le partage avec les habitants et la transmission aux amateurs est au cœur de l’engagement dans la cité de Bouba Landrille Tchouda : ateliers, masterclasses, stages… En 2018, il conçoit une pièce pour des adolescents de la métropole grenobloise, Les Gens d’à côté, un objet raffiné au plus près des corps fragiles, magnifiés par le vidéaste Mohamed Athamna.
En 2001, Bouba Landrille Tchouda fonde la compagnie Malka avec Éric Mezino, aussitôt accueillie en résidence à la scène régionale la Rampe d’Échirolles, scène conventionnée d’intérêt national art et création danse et musiques. Ce compagnonnage de neuf années lui permet de créer ses pièces les plus emblématiques : Malandragem, Des mots, Regarde-moi, Meia Lua, spectacle franco-brésilien couronné de succès lors du festival Off d'Avignon 2009. Le spectacle Murmures, co-produit par le Théâtre national de Chaillot en 2010, confirme le talent de ce chorégraphe qui associe hip-hop et musique baroque.
Pendant sa résidence au Château-Rouge à Annemasse, scène conventionnée au titre des nouvelles écritures du corps et de la parole, il invente une pièce élégante sur les rapports humains Têtes d'affiche, puis un Casse-noisette décalé sur la musique de Tchaïkovski. En 2014, il co-élabore La Preuve par l’autre avec Anne Nguyen et Farid Berki, deux figures majeures de la scène chorégraphique hip-hop. Continuant sa quête de musique savante, Bouba Landrille Tchouda s’associe au compositeur anversois Guy Van Nueten pour créer un duo aux intonations plurielles, Skin.
Le chorégraphe est nommé chevalier dans l'Ordre des Arts et des Lettres en 2015.
Artiste associé à la MC2 à Grenoble de 2015 à 2017 et à la Maison de la danse de Lyon en 2016-2017, il produit Boomerang, une peinture explosive des comportements contrastés de la société. Actuellement, il est en résidence d'éducation artistique spectacle vivant dans le département de l'Isère. En 2018, Bouba Landrille Tchouda chorégraphie certains tableaux de La Dernière Saison, spectacle du Cirque Plume. Il sera associé pour deux saisons 2019-2021 au Rive Gauche, à Saint-Étienne-du-Rouvray (Normandie), scène conventionnée d’intérêt national art et création danse et musiques.
La danse de Bouba Landrille Tchouda invente un hip-hop toujours en harmonie avec une partition exigeante tout en poursuivant son exploration d’autres disciplines comme les arts du cirque. Dans le spectacle Des airs d’ange(s), créé en 2018, un circassien côtoie deux puristes du break pour établir une juste connivence avec l’auditoire. L’écriture chorégraphique est à la fois technique et généreuse, physique et subtile, toujours poétique.
En 2019, Bouba crée un portrait chorégraphique, J'ai pas toujours dansé comme ça. Avec la complicité artistique du metteur en scène Nasser Djemaï, Bouba nous livre une partie de son histoire, un moment intime avec l’artiste, une démarche artistique touchante, réellement sincère.

## Principales chorégraphies
- 2002 : Paroles de sable, paroles de vent, en collaboration avec Éric Mezino
- 2002 : Le Dernier survivant de la caravane, solo
- 2005 : Malandragem, pièce franco-brésilienne / Brésil Brésils 2005
- 2005 : Des mots
- 2007 : Regarde-moi
- 2009 : Meia Lua, pièce franco-brésilienne / année de la France au Brésil 2009
- 2010 : Murmures, duo
- 2012 : Têtes d’affiche
- 2012 : Un Casse-noisette, ballet hip-hop
- 2014 : La Preuve par l’autre, en collaboration avec Farid Berki et Anne Nguyen
- 2015 : Skin, en collaboration avec Guy Van Nueten
- 2016 : Boomerang
- 2018 : Des air(e)s d’anges
- 2019 : J’ai pas toujours dansé comme ça, solo